# Eriogonum visheri
Eriogonum visheri är en slideväxtart som beskrevs av Aven Nelson. Eriogonum visheri ingår i släktet Eriogonum och familjen slideväxter. Inga underarter finns listade i Catalogue of Life.